# فرودگاه کار د لین

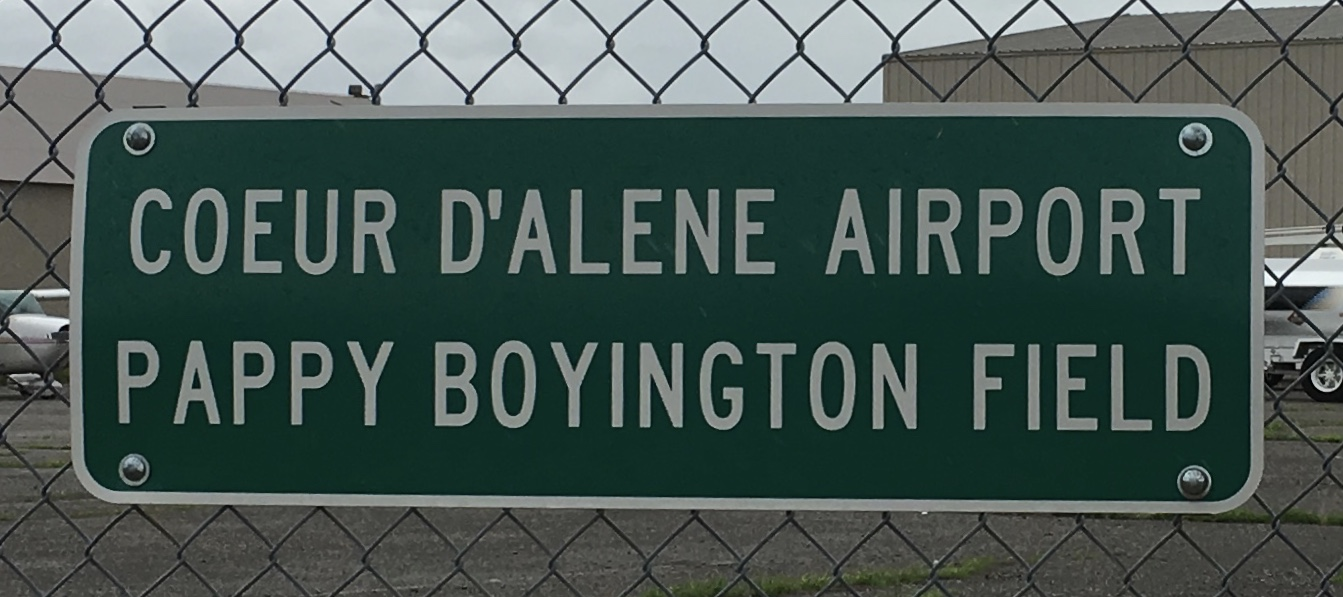
فرودگاه کار د لین

فرودگاه کار د لین (به انگلیسی: Coeur d'Alene Airport) (به زبان بومی: Pappy Boyington Field) یک فرودگاه همگانی بهره‌برداری هوایی با کد یاتا COE است که یک باند فرود آسفالت دارد و طول باند آن ۲۲۵۶ متر است. این فرودگاه در شهر کار د لین، آیداهو کشور ایالات متحده آمریکا قرار دارد و در ارتفاع ۷۰۷ متری از سطح دریا واقع شده‌است.